# Les Terres d'Arran
 (octobre 2024).
La mise en forme du texte ne suit pas les recommandations de Wikipédia : il faut le « wikifier ».
Les points d'amélioration suivants sont les cas les plus fréquents. Le détail des points à revoir est peut-être précisé sur la page de discussion.
- Les titres sont pré-formatés par le logiciel. Ils ne sont ni en capitales, ni en gras.
- Le texte ne doit pas être écrit en capitales (les noms de famille non plus), ni en gras, ni en italique, ni en « petit »…
- Le gras n'est utilisé que pour surligner le titre de l'article dans l'introduction, une seule fois.
- L'italique est rarement utilisé : mots en langue étrangère, titres d'œuvres, noms de bateaux, etc.
- Les citations ne sont pas en italique mais en corps de texte normal. Elles sont entourées par des guillemets français : « et ».
- Les listes à puces sont à éviter, des paragraphes rédigés étant largement préférés. Les tableaux sont à réserver à la présentation de données structurées (résultats, etc.).
- Les appels de note de bas de page (petits chiffres en exposant, introduits par l'outil «  Source ») sont à placer entre la fin de phrase et le point final[comme ça].
- Les liens internes (vers d'autres articles de Wikipédia) sont à choisir avec parcimonie. Créez des liens vers des articles approfondissant le sujet. Les termes génériques sans rapport avec le sujet sont à éviter, ainsi que les répétitions de liens vers un même terme.
- Les liens externes sont à placer uniquement dans une section « Liens externes », à la fin de l'article. Ces liens sont à choisir avec parcimonie suivant les règles définies. Si un lien sert de source à l'article, son insertion dans le texte est à faire par les notes de bas de page.
- La présentation des références doit suivre les conventions bibliographiques. Il est recommandé d'utiliser les modèles {{Ouvrage}}, {{Chapitre}}, {{Article}}, {{Lien web}} et/ou {{Bibliographie}}. Le mode d'édition visuel peut mettre en forme automatiquement les références.
- Insérer une infobox (cadre d'informations à droite) n'est pas obligatoire pour parachever la mise en page.

Pour une aide détaillée, merci de consulter Aide:Wikification.
Si vous pensez que ces points ont été résolus, vous pouvez retirer ce bandeau et améliorer la mise en forme d'un autre article.
Les Terres d'Arran est une collection de séries concept de bandes dessinées créée par Jean-Luc Istin et publiée par Soleil Productions.
La carte des terres d'Arran est née d'un premier jet d'Olivier Peru et finalisée par Gaelle Merlini. Ce monde est particulièrement marqué par la culture Elfe, notamment parce que son nom est une référence directe au dieu des Elfes, Arran.[réf. nécessaire]

## Elfes
Elfes est une série de bande dessinée de fantasy parue aux éditions Soleil à partir de février 2013, créée par Jean-Luc Istin et Nicolas Jarry. Il s'agit d'une série concept : cinq scénaristes, cinq dessinateurs, cinq peuples d'elfes.
Les albums sont édités par saisons de cinq albums selon un cycle identique : elfes bleus, elfes sylvains, elfes blancs, semi-elfes et elfes noirs. Chaque duo scénariste/dessinateur s'attache à un peuple.
L'originalité de la série tient entre autres au parallélisme des histoires. Alors que la première saison présente les différents peuples à travers des aventures très distantes les unes des autres, les albums suivants tendent vers une convergence des scénarios du fait de l'avancée des armées de Lah'saa. Les personnages développés aux quatre coins des terres d'Arran se croisent à quelques occasions et sont progressivement emportés dans une intrigue commune contre l'elfe noire.

### Résumé
Alors que les elfes sont séparés en plusieurs peuples depuis plusieurs siècles, ils semblent ne plus avoir beaucoup à partager les uns avec les autres, chacun vivant son destin séparément. Pourtant une guerre se prépare liée à la magie des elfes depuis longtemps oubliée. Du nord, une armée se met en route qui va changer le visage des terres d'Arran.

### Écriture
Il s'agit de la première série concept des éditions Soleil.
Liste des duos
- Elfes bleus : Jean-Luc Istin (scénariste) / Kyko Duarte (dessin)
- Elfes sylvains : Nicolas Jarry (scénariste) / Gianluca Maconi (dessin)
- Elfes blancs : Olivier Peru (scénariste) / Stéphane Bileau (dessin)
- Semi-elfes : Eric Corbeyran (scénariste) / Bordier (dessin)
- Elfes noirs : Christophe Arleston (d'abord sous le pseudonyme de Marc Hadrien) (scénariste) / Ma Yi (dessin)

### Les peuples elfes
- Les elfes bleus sont des elfes marins, dont le nom tient autant à leur association avec l'eau et le milieu marin qu'à la couleur de leur peau. Nés de leur séparation du peuple des elfes blancs, ils se répartissent en deux clans distincts. Au nord, ils vivent dans l'archipel des Polanis. Elsemur est leur capitale. Cité au milieu de la mer, elle est isolée de la mer par la magie. Elle est gouvernée par un roi. Au sud, ils vivent essentiellement sur leurs navires et considèrent Port-Vogue, ville flottante au milieu de la mer, comme leur foyer. Du fait de leur situation géographique, les elfes bleus d'Elsemur ont des relations tendues avec leurs voisins Yrlaniens, qui s'irritent du contrôle qu'ils exercent pour que les Yrlaniens ne pêchent pas trop de poissons.
- Les elfes sylvains vivent dans les forêts de Duhann, de Daëdenn et des Celiandes. Attachés à la terre, ils pratiquent une magie druidique proche de la nature. Combattants redoutables, ils demeurent importants au milieu des puissances humaines qui grandissent dans leur voisinage. Nés des elfes blancs, ils ont perdu la haute magie et de nombreuses connaissances des anciens temps, vivant de manière simple. Les trois royaumes des sylvains, appelés parfois elfes verts, sont dirigés par un conseil des anciens, lequel est présidé par une reine et un « seigneur de chasse », le dirigeant des forces armées du royaume, le titre de seigneur de chasse est d'ailleurs héréditaire et se transmet de père en fils, alors que la reine ne descend pas forcément de la reine précédente. Une communauté de sylvains  importante vit également dans la grande forêt de Torunn, dans l'empire de Dumn, contrairement aux communautés des autres forêts ces elfes n'utilisent pas de métal et sont organisés en clans dirigés par un maître ogham, un guerrier utilisant la magie nommée ogham pour imprimer des runes sur un sabre de bois et lui donner un tranchant équivalent aux meilleures lames de métal.
- Les elfes blancs sont également appelés elfes célestes ou encore elfes originels car ils sont le peuple premier de tous ceux qui peuplent la terre d'Arran. Lointain archipel au nord-ouest de la terre d'Arran, les îles des elfes blancs sont inaccessibles ce qui permet à ses habitants de conserver toutes les traces de la magie la plus ancienne du monde. Ils prennent un soin tout particulier des dragons qui se font de plus en plus rares à travers le monde, ainsi que d'autres espèces en voie de disparition notamment à cause de l'expansion des cités humaines, comme les griffons. Leur peuple est peu nombreux et il ne cesse de décliner. Leurs îles sont activement recherchées par des flottilles pirates qui écument les mers afin de les découvrir pour piller les richesses incommensurables qu'elles renferment.
- Les semi-elfes sont issus des relations conjugales entre des hommes et des elfes. Rejetés de toutes parts, ils vivent à la marge des hommes, souvent exploités, méprisés, emprisonnés ou même simplement tués. Ils peuvent également vivre de leurs compétences particulières : magie, visions, force physique... Trein Er’Madenn, cité des semi-elfes, a été fondée pour rassembler tous les semi-elfes afin de leur offrir un véritable foyer. Les semi-elfes, en plus d'être dotés d'oreilles légèrement pointues rappelant leur parenté elfique, peuvent avoir d'autres signes distinctifs, comme des cornes sur la tête. Parmi les semi-elfes, les noirs sont rares.
- Les elfes noirs naissent parmi tous les autres peuples d'elfes. Leur nature se révèle dans l'enfance par une violence exacerbée, un effet du « gène du noir » que tout elfe porte en lui et qui est plus fort chez les futurs elfes noirs, même si en de rares cas le gène ne se révéla que tardivement lorsque son porteur était déjà adulte. Des elfes noirs adultes sont chargés de trouver les enfants porteurs de ce gène particulier afin de les emmener à Slurce, leur citadelle et école cachée dans le Massif de l'Épine. Formés à tuer par les moyens les plus inventifs, ils maîtrisent également la nécromancie. Au cours de leur formation, leur peau s'assombrit, quelle que soit sa couleur d'origine, jusqu'à ce qu'ils arborent une peau noire. Ils reçoivent également un joyau qui leur permet d'emprisonner des âmes afin de les invoquer en cas de besoin. La pratique de la nécromancie affecte les elfes noirs qui deviennent progressivement des monstres sans conscience. Cette transformation peut être ralentie par la consommation régulière d'une infusion de fleur de Thnen difficile à se procurer. Leur code d'honneur est très strict, ne permettant pas la moindre faiblesse et exigeant la fidélité la plus totale à leur peuple. Seuls les autres elfes connaissent leur véritable nature, mais ils préfèrent la taire aux humains par honte d'avouer qu'ils portent une forme de corruption en eux. Même si les humains ignorent la véritable nature des elfes noirs, ces derniers sont employés par les nobles des différents royaumes humains comme assassins. Afin de ne pas trahir leur métier, les elfes noirs s'intègrent dans les sociétés humaines en devenant musiciens, artistes, poètes, etc.

## Nains
Nains est une série-concept des éditions Soleil.
Il s'agit d'une série scénarisée par Nicolas Jarry : 5 dessinateurs, 5 récits, 5 ordres de Nains. Les récits se situent dans les terres d'Arran. Cette série se situe donc dans le même univers et la même temporalité que la série Elfes. Le premier album a été publié le 3 juin 2015.

### Résumé
Les nains sont divisés en ordres, chacun de ces ordres assurant des fonctions particulières dans les forteresses-états qui servent de territoire au peuple Nain. Les ordres sont : 
- le Bouclier ;
- la Forge ;
- le Temple ;
- le Talion ;
- les Errants.

Les Nains possédaient autrefois un grand empire dans l'Orient, au sud du continent qui s'étend à l'est des empires Assanides et de Dumn, et une de leurs forteresse-état se trouve au sud de l'empire Assanide, aux frontières de la Terre des Ogres qui autrefois appartenait aux Nains. Leur grand empire a été brisé des millénaires plus tôt après une guerre contre les Elfes. Après la mort de leur dernier empereur, le pouvoir est divisé entre chaque forteresse-état qui devient un royaume indépendant. L'héritier du dernier empereur décide alors, en secret, de créer une organisation secrète rassemblant un savoir immense et qui lui permit de faire de sa Loge du Dragon une organisation très influente dans toutes les Forteresses-états. Cependant au lieu de faire preuve de subtilité il décida de déclencher une guerre civile sanglante pour alimenter un puissant rituel destiné a lui donner de grands pouvoirs, il finit néanmoins trahit par ses propres gardes et c'est à cette époque que, se partageant les connaissances de la Loge du Dragon, les quatre ordres majeurs virent le jour alors que les derniers fidèles de la Loge encore en vie devinrent les premiers Errants.
Désormais les Nains s'accrochent avec obstination à tous les territoires rattachés à leurs forteresses-états, quelques dizaines de cités puissamment fortifiées qui représentent tout ce qu'il reste de leur ancien empire. Malgré leur déclin, les nains maîtrisent des techniques complexes, notamment la vapeur qui sert à actionner des monte-charge ou des téléphériques, ainsi qu'à faire se mouvoir leurs navires. Ils disposent aussi de petits ballons de guerre. Les forteresses-états sont toujours sur le pied de guerre. De nature belliqueuse, les nains sont très souvent en guerre. En premier lieu, ils affrontent des peuples comme les Ogres, Trolls, Orcs et Gobelins. Ils sont également régulièrement en guerre contre leurs voisins Elfes, notamment les Sylvains et parfois les humains. Enfin, lorsqu'un autre peuple n'est pas en guerre contre eux les forteresses-états se disputent entre elles, le plus souvent grâce à des duels judiciaires menés par les seigneurs des runes.
La plupart des forteresses-états, situées sur le continent oriental dont la bordure occidentale se situe à l'est de la carte des Terres d'Arran, se situent sur l'immense chaîne montagneuse qui parcourt le continent du nord au sud, appelée la Limite. De l'autre côté de cette chaîne de montagnes vivent des tribus de Trolls ainsi que d'autres royaumes humains.

### Les ordres Nains
Chacune des Forteresses-états naines dispose d'un ordre représentant une branche d'un des quatre ordres majeurs, et dépend d'une ou plusieurs communautés d'Errants pour son approvisionnement en nourriture. À part l'ordre du Talion, les autres Ordres n'ont pas de réelle unité d'une forteresse-état à une autre. Chacun des ordres dominants, même si certains considèrent que celui de la Forge est le plus puissant, est en fait dépendant des trois autres. Il en va de même concernant les Errants, même si on ne les considèrent pas comme un véritable Ordre, car ils approvisionnent les forteresses-états.
- L'ordre du Bouclier est composé de guerriers, même si les autres ordres disposent de leurs propres forces armées le Bouclier est là pour intervenir lorsqu'une querelle entre les autres ordres s'envenime, car ils sont considérés comme « neutres » dans ces situations, c'est traditionnellement parmi les seigneurs du Bouclier qu'est choisi le Seigneur de bataille, le commandant en chef de tous les représentants de son ordre dans une forteresse-état et donc le second après le roi ainsi que son plus grand général.
- L'ordre de la Forge comprend, en plus des forgerons, les mineurs, fondeurs, orfèvres, raffineurs et médecins du peuple Nain, ainsi que les Maîtres de forges qui forgent les armes runiques les plus puissantes. Parmi les membres de l'ordre de la Forge, il y a pour chaque forteresse-état un Seigneur des runes, un représentant de l'ordre qui sert de champion à son roi pour les duels judiciaires nombreux chez les nains en raison de leur nature trop souvent belliqueuse. Il est a noter que, même si le Seigneur des runes est le champion du roi et par la même de l'ordre de la Forge de sa forteresse-état, les autres ordres ont également des champions pour les duels judiciaires.
- L'ordre du Temple, comprend les prêtres, les bâtisseurs, les ingénieurs, les techniciens et tous les travailleurs en rapport avec ces activités. Ces derniers participent également aux guerres menés par les rois nains en construisant les machines de guerre qu'ils manient en soutien aux troupes du Bouclier. Les divinités naines sont Yjdad et Yjgrun. Ils sont frère et sœur mais aussi amants. Yjdad est considéré comme le père des nains et reçoit à sa table, dans une sorte de paradis, les Nains morts le méritant. Le père des nains est également entouré de plusieurs artisans, sortes de saints du peuple nains, qui l'auraient aidé a bâtir le monde. Yjgrun est la gardienne du monde des morts. Son royaume est considéré comme l'enfer pour les nains, au contraire de celui de son frère.
- L'ordre du Talion, dont le nom est dérivé de celui de la pièce d'or employée par les Nains, est l'ordre des marchands, négociants et commerçants, donc les nains les plus riches de leur peuple. En secret l'ordre comprend une loge, la Loge noire, composée d'assassins et servant a préserver ses intérêts, ses membres étant les rejetons des familles de l'ordre étant nés dans des circonstances spéciales. L'ordre du Talion est moins divisé que les autres ordres, qui doivent avant tout servir les intérêts de la forteresse-état de laquelle ils dépendent, et c'est grâce à son trésor secret, gardé dans la citadelle de Fort Draz, que les dirigeants du Talion peuvent dicter toute leur politique aux rois des forteresses-états des nains. Le pouvoir dirigeant le Talion était autrefois disputé entre les Archivistes de Fort Draz et les seigneurs de la Banque de Pierre, après la perte de Fort Draz c'est la Banque de Pierre, gigantesque organisation allouant des prêts à quasiment tous les royaumes des Terres d'Arran, y compris à certains royaumes Elfes, qui prend le contrôle de l'Ordre.
- Les Errants se considèrent eux-mêmes comme un cinquième Ordre, tout comme les Semi-elfes sont considérés comme un cinquième peuple pour les quatre peuples Elfes. Ils sont considérés comme des parias pour les quatre ordres dominants : ils n'ont pas le droit de porter des armes ou d'en fabriquer, de bâtir des bâtiments en pierre taillée et donc de vivre au sein des forteresses, de posséder ou de commercer avec de l'or. La plupart sont donc des fermiers et éleveurs dont les forteresses-états dépendent pour leur approvisionnement en nourriture, mais d'autres sont simplement des hors-là-loi et autres brigands. Bien qu'un Errant puisse descendre de deux parents de cet ordre, il est possible de retrouver parmi les Errants des nains appartenant à l'un des quatre grands ordres : le châtiment le plus terrible pour le représentant d'un des quatre ordres, si l'on ne peut pas l'exécuter pour une quelconque raison, est la déchéance et le bannissement de son Ordre. Le nain est alors marqué au fer rouge d'un sceau l'identifiant comme étant un Errant, et il est banni de sa forteresse-état[4].
- Le Malt est un ordre mineur, que les autres ordres cherchent à annexer. La spécialité de cet ordre est la fabrication d'alcool, produit dont les Nains sont de grands consommateurs. Le membre le plus éminent de cet ordre connût est Gurdan du Malt, un vieux nain qui sert de recruteur à la Légion de Fer et qui décide de reprendre l'exploitation de sa famille après le décès de son jumeau, prenant ainsi sa retraite de la Légion.

## Albums

### Elfes
| No. | Titre                         | Sous-série        | Scénario            | Dessins                            | Couleurs                                              | Date     | Éditeur | ISBN              |
| --- | ----------------------------- | ----------------- | ------------------- | ---------------------------------- | ----------------------------------------------------- | -------- | ------- | ----------------- |
| 1   | Le Crystal des Elfes bleus    | 1. Elfes bleus    | Jean-Luc Istin      | Kyko Duarte                        | Diogo Saïto                                           | 01/03/13 | Soleil  | 978-2-302-02719-0 |
| 2   | L'Honneur des Elfes sylvains  | 2. Elfes sylvains | Nicolas Jarry       | Gianluca Maconi                    | Diogo Saïto                                           | 02/05/13 | Soleil  | 978-2-302-02494-6 |
| 3   | Elfe blanc, cœur noir         | 3. Elfes blancs   | Olivier Péru        | Stéphane Bileau                    | Luca Merli                                            | 21/08/13 | Soleil  | 978-2-302-03059-6 |
| 4   | L'Élu des semi-Elfes          | 4. Semi-elfes     | Éric Corbeyran      | Jean-Paul Bordier                  | Digikore Studios                                      | 23/10/13 | Soleil  | 978-2-302-03089-3 |
| 5   | La Dynastie des Elfes noirs   | 5. Elfes noirs    | Marc Hadrien        | Ma Yi                              | Ma Yi                                                 | 15/01/14 | Soleil  | 978-2-302-03692-5 |
| 6   | La Mission des Elfes bleus    | 1. Elfes bleus    | Jean-Luc Istin      | Kyko Duarte                        | Diogo Saïto                                           | 04/06/14 | Soleil  | 978-2-302-03829-5 |
| 7   | Le Crystal des Elfes sylvains | 2. Elfes sylvains | Nicolas Jarry       | Gianluca Maconi                    | Olivier Héban                                         | 20/08/14 | Soleil  | 978-2-302-04204-9 |
| 8   | La Dernière Ombre             | 3. Elfes blancs   | Olivier Péru        | Stéphane Bileau                    | Anna Merli, Diogo Saïto                               | 22/10/14 | Soleil  | 978-2-302-04273-5 |
| 9   | Le Siège de Cadanla           | 4. Semi-elfes     | Éric Corbeyran      | Gwendal Lemercier                  | Digikore Studios                                      | 21/01/15 | Soleil  | 978-2-302-04344-2 |
| 10  | Elfe noir, cœur sombre        | 5. Elfes noirs    | Marc Hadrien        | Ma Yi                              | Olivier Héban                                         | 25/03/15 | Soleil  | 978-2-302-04481-4 |
| 11  | Kastennroc                    | 1. Elfes bleus    | Jean-Luc Istin      | Kyko Duarte                        | Olivier Héban                                         | 23/09/15 | Soleil  | 978-2-302-04745-7 |
| 12  | La Reine des Sylvains         | 2. Elfes sylvains | Nicolas Jarry       | Gianluca Maconi                    | Olivier Héban                                         | 02/12/15 | Soleil  | 978-2-302-04856-0 |
| 13  | Heureux le guerrier mort      | 3. Elfes blancs   | Olivier Péru        | Stéphane Bileau                    | Anna Merli, Diogo Saïto                               | 27/04/16 | Soleil  | 978-2-302-05057-0 |
| 14  | Le Jugement de la fosse       | 4. Semi-elfes     | Éric Corbeyran      | Bojan Vukic                        | Digikore Studios                                      | 22/06/16 | Soleil  | 978-2-302-05191-1 |
| 15  | Noir comme le sang            | 5. Elfes noirs    | Marc Hadrien        | Augustin Popescu                   | Olivier Héban, Digikore Studios                       | 21/09/16 | Soleil  | 978-2-302-05364-9 |
| 16  | Rouge comme la lave           | 1. Elfes bleus    | Jean-Luc Istin      | Kyko Duarte                        | Olivier Héban                                         | 15/02/17 | Soleil  | 978-2-302-05585-8 |
| 17  | Le sang noir des Sylvains     | 2. Elfes sylvains | Nicolas Jarry       | Gianluca Maconi                    | Nicola Righi                                          | 17/05/17 | Soleil  | 978-2-302-05960-3 |
| 18  | Alyana                        | 3. Elfes blancs   | Olivier Péru        | Stéphane Bileau, Pierre-Denis Goux | Anna Merli, Olivier Héban                             | 27/09/17 | Soleil  | 978-2-302-06372-3 |
| 19  | L'Ermite de l'Ourann          | 4. Semi-elfes     | Éric Corbeyran      | Bojan Vukic                        | Digikore Studios                                      | 25/10/17 | Soleil  | 978-2-302-06381-5 |
| 20  | Noirs d'écailles              | 5. Elfes noirs    | Marc Hadrien        | Daniela Dimat                      | Olivier Héban                                         | 29/11/17 | Soleil  | 978-2-302-06509-3 |
| 21  | Renaissance                   | 1. Elfes bleus    | Jean-Luc Istin      | Kyko Duarte                        | Digikore Studios, Davide Mastrolonardo                | 20/06/18 | Soleil  | 978-2-302-06987-9 |
| 22  | Le Gardien des racines        | 2. Elfes sylvains | Nicolas Jarry       | Gianluca Maconi, Bertrand Benoît   | Digikore Studios, Sébastien Lamirand, Bertrand Benoît | 21/11/18 | Soleil  | 978-2-302-07139-1 |
| 23  | Le Goût de la mort            | 3. Elfes blancs   | Olivier Péru        | Stéphane Bileau                    | Élodie Jacquemoire                                    | 20/03/19 | Soleil  | 978-2-302-07288-6 |
| 24  | Le Bagne de Komoorth          | 4. Semi-elfes     | Éric Corbeyran      | Bojan Vukic                        | Olivier May                                           | 17/04/19 | Soleil  | 978-2-302-07542-9 |
| 25  | Vengeance noire               | 5. Elfes noirs    | Christophe Arleston | Daniela Dimat                      | Stefania Aquaro                                       | 19/06/19 | Soleil  | 978-2-302-07659-4 |
| 26  | Raïken-Kahlaal                | 1. Elfes bleus    | Nicolas Jarry       | Giovanni Lorusso                   | J. Nanjan                                             | 29/01/20 | Soleil  | 978-2-302-08048-5 |
| 27  | Les Maîtres Ogham             | 2. Elfes sylvains | Nicolas Jarry       | Gianluca Maconi, Bertrand Benoît   | Stefania Aquaro, Bertrand Benoît                      | 19/08/20 | Soleil  | 978-2-302-08316-5 |
| 28  | Au Royaume des aveugles       | 3. Elfes blancs   | Olivier Péru        | Stéphane Bileau                    | Élodie Jacquemoire                                    | 21/10/20 | Soleil  | 978-2-302-08932-7 |
| 29  | Lea'saa l'Elfe rouge          | 4. Semi-elfes     | Jean-Luc Istin      | Giovanni Lorusso                   | J. Nanjan                                             | 09/12/20 | Soleil  | 978-2-302-09022-4 |
| 30  | Le Scintillement des ténèbres | 5. Elfes noirs    | Christophe Arleston | Daniela Dimat                      | Stefania Aquaro                                       | 27/01/21 | Soleil  | 978-2-302-08364-6 |
| 31  | Ylanoon                       | 1. Elfes bleus    | Jean-Luc Istin      | Kyko Duarte                        | J. Nanjan                                             | 20/04/22 | Soleil  | 978-2-302-08953-2 |
| 32  | Ora                           | 2. Elfes sylvains | Nicolas Jarry       | Diogo Saïto                        | Julia Pinchuk                                         | 07/09/22 | Soleil  | 978-2-302-08928-0 |
| 33  | Une guerre, trois couronnes   | 3. Elfes blancs   | Olivier Peru        | Stéphane Bileau                    | Élodie Jacquemoire                                    | 26/10/22 | Soleil  | 978-2-302-08929-7 |
| 34  | La Voie des Zul-Kassaï        | 4. Semi-elfes     | Jean-Luc Istin      | Giovanni Lorusso                   | J. Nanjan                                             | 07/12/22 | Soleil  | 978-2-302-09381-2 |
| 35  | Le Havre des ombres           | 5. Elfes noirs    | Christophe Arleston | Daniela Dimat                      | Stefania Aquaro                                       | 25/01/23 | Soleil  | 978-2-302-09383-6 |

### Nains
| No. | Titre                   | Sous-série     | Scénario      | Dessins                         | Couleurs                             | Date            | Éditeur | ISBN              |
| --- | ----------------------- | -------------- | ------------- | ------------------------------- | ------------------------------------ | --------------- | ------- | ----------------- |
| 1   | Redwin de la Forge      | 1. La Forge    | Nicolas Jarry | Pierre-Denis Goux               | Digikore Studios                     | 3 juin 2015     | Soleil  | 978-2-302-04644-3 |
| 2   | Ordo du Talion          | 2. Le Talion   | Nicolas Jarry | Stéphane Créty                  | Digikore Studios                     | 23/09/2015      | Soleil  | 978-2-302-04764-8 |
| 3   | Aral du Temple          | 3. Le Temple   | Nicolas Jarry | Paolo Deplano                   | Élodie Jacquemoire                   | 24 février 2016 | Soleil  | 978-2-302-04890-4 |
| 4   | Oösram des Errants      | 4. Les Errants | Nicolas Jarry | Jean-Paul Bordier               | Digikore Studios                     | 25 mai 2016     | Soleil  | 978-2-302-05198-0 |
| 5   | Tiss du Bouclier        | 5. Le Bouclier | Nicolas Jarry | Nicolas Demare                  | Digikore Studios                     | 24 août 2016    | Soleil  | 978-2-302-05369-4 |
| 6   | Jorun de la Forge       | 1. La Forge    | Nicolas Jarry | Pierre-Denis Goux               | Digikore Studios                     | 25 janvier 2017 | Soleil  | 978-2-302-05782-1 |
| 7   | Derdhr du Talion        | 2. Le Talion   | Nicolas Jarry | Stéphane Créty                  | Digikore Studios                     | 19 avril 2017   | Soleil  | 978-2-302-05962-7 |
| 8   | Sriza du Temple         | 3. Le Temple   | Nicolas Jarry | Paolo Deplano                   | Digikore Studios                     | 08/2017         | Soleil  | 978-2-302-06373-0 |
| 9   | Dröh des Errants        | 4. Les Errants | Nicolas Jarry | Jean-Paul Bordier               | Digikore Studios                     | 10/2017         | Soleil  | 978-2-302-06382-2 |
| 10  | Abokar du Bouclier      | 5. Le Bouclier | Nicolas Jarry | Nicolas Demare                  | Digikore Studios                     | 01/2018         | Soleil  | 978-2-302-06636-6 |
| 11  | Torun de la Forge       | 1. La Forge    | Nicolas Jarry | Pierre-Denis Goux               | Bertrand Benoît, Jamberi Nanjan      | 08/2018         | Soleil  | 978-2-302-07133-9 |
| 12  | Kardum du Talion        | 2. Le Talion   | Nicolas Jarry | Stéphane Créty                  | Digikore Studios                     | 10/2018         | Soleil  | 978-2-302-07132-2 |
| 13  | Fey du Temple           | 3. Le Temple   | Nicolas Jarry | Paolo Deplano, Benoît Dellac    | Digikore Studios                     | 11/2018         | Soleil  | 978-2-302-07259-6 |
| 14  | Brum des Errants        | 4. Les Errants | Nicolas Jarry | Jean-Paul Bordier               | Digikore Studios                     | 03/2019         | Soleil  | 978-2-302-07544-3 |
| 15  | Oboron du Bouclier      | 5. Le Bouclier | Nicolas Jarry | Nicolas Demare                  | Digikore Studios                     | 06/2019         | Soleil  | 978-2-302-07663-1 |
| 16  | Tala de la Forge        | 1. La Forge    | Nicolas Jarry | Pierre-Denis Goux               | Élodie Jacquemoire, Digikore Studios | 10/2019         | Soleil  | 978-2-302-07767-6 |
| 17  | Gurdan du Malt          | 2.2. Le Malt   | Nicolas Jarry | Pierre-Denis Goux               | Iuliia Leonidovna Pinchuk            | 06/2020         | Soleil  | 978-2-302-08090-4 |
| 18  | Ararun du temple        | 3. Le Temple   | Nicolas Jarry | Paolo Deplano                   | Vincent Powell                       | 2020            | Soleil  | 978-2-302-08315-8 |
| 19  | Tadgar des errants      | 4. Les Errants | Nicolas Jarry | Jean-Paul Bordier               | Vincent Powell                       | 2020            | Soleil  | 978-2-302-09023-1 |
| 20  | Svara du Bouclier       | 5. Le Bouclier | Nicolas Jarry | Nicolas Demare                  | Élodie Jacquemoire, J. Nanjan        | 03/2021         | Soleil  | 978-2-302-09130-6 |
| 21  | Ulrog de la Forge       | 1. La Forge    | Nicolas Jarry | Pierre-Denis Goux               | Iuliia Leonidovna Pinchuk            | 2021            | Soleil  | 978-2-302-09131-3 |
| 22  | Borogam du Malt         | 2.2. Le Malt   | Nicolas Jarry | Paolo Deplano, Giovanni Lorusso | J. Nanjan                            | 2022            | Soleil  | 978-2-302-09132-0 |
| 23  | Ararun et la rage bleue | 3. Le Temple   | Nicolas Jarry | Paolo Deplano                   | Vincent Powell                       | 2022            | Soleil  | 978-2-302-09083-5 |
| 24  | Akab des errants        | 4. Les Errants | Nicolas Jarry | Jean-Paul Bordier               | Vincent Powell                       | 2022            | Soleil  | 978-2-302-09401-7 |
| 25  | Volgrir du Bouclier     | 5. Le Bouclier | Nicolas Jarry | Nicolas Demare                  | Olivier Héban                        | 2022            | Soleil  | 978-2-302-09464-2 |

### Orcs et Gobelins
| No. | Titre                 | Sous-série | Scénario                      | Dessins                        | Couleurs                                     | Date       | Éditeur | ISBN          |
| --- | --------------------- | ---------- | ----------------------------- | ------------------------------ | -------------------------------------------- | ---------- | ------- | ------------- |
| 1   | Turuk                 | 1.         | Jean-Luc Istin                | Diogo Saito                    | Diogo Saito                                  | 25/10/2017 | Soleil  | 9782302063839 |
| 2   | Myth                  | 2.         | Sylvain Cordurié              | Giovanni Lorusso               | Digikore Studios                             | 24/01/2018 | Soleil  | 9782302066380 |
| 3   | Gri'im                | 3.         | Nicolas Jarry                 | Stéphane Créty                 | J. Nanjan                                    | 11/04/2018 | Soleil  | 9782302068735 |
| 4   | Sa'ar                 | 3.         | Nicolas Jarry                 | Paolo Deplano, Bojan Vukic     | Digikore Studios                             | 22/08/2018 | Soleil  | 9782302062153 |
| 5   | La Poisse             | 4.         | Olivier Peru                  | Benoît Dellac, Stefano Martino | J. Nanjan                                    | 24/10/2018 | Soleil  | 9782302071018 |
| 6   | Ayraak                | 3.         | Nicolas Jarry                 | Jesus Hervas                   | J. Nanjan                                    | 22/05/2019 | Soleil  | 9782302076457 |
| 7   | Braagam               | 3.         | Nicolas Jarry                 | Stéphane Créty                 | Élodie Jacquemoire                           | 21/08/2019 | Soleil  | 9782302077706 |
| 8   | Renifleur             | 4.         | Olivier Peru                  | Giovanni Lorusso               | J. Nanjan                                    | 23/10/2019 | Soleil  | 9782302077713 |
| 9   | Silence               | 4.         | Olivier Peru                  | Stéphane Créty                 | Olivier Héban                                | 19/08/2019 | Soleil  | 9782302089372 |
| 10  | Dunnrak               | 1.         | Jean-Luc Istin                | Alex Sierra                    | J. Nanjan                                    | 21/10/2020 | Soleil  | 9782302083141 |
| 11  | Kronan                | 1.         | Jean-Luc Istin                | Sébastien Grenier              | J. Nanjan                                    | 27/01/2021 | Soleil  | 9782302089488 |
| 12  | Pest                  | 2.         | Sylvain Cordurié              | Bojan Vukic                    | J. Nanjan                                    | 02/06/2021 | Soleil  | 9782302089563 |
| 13  | Kor'nyr               | 2.         | Sylvain Cordurié              | Pierre-Denis Goux              | Iuliia Leonidovna Pinchuk                    | 23/06/2021 | Soleil  | 9782302091412 |
| 14  | Shaaka                | 2.         | Sylvain Cordurié              | Jean-Charles Poupard           | J. Nanjan                                    | 08/09/2021 | Soleil  | 9782302091436 |
| 15  | Lardeur               | 4.         | Olivier Peru                  | Ma Yi                          | Ma Yi                                        | 03/11/2021 | Soleil  | 9782302091429 |
| 16  | Morogg                | 2.         | Sylvain Cordurié              | Stéphane Créty                 | Élodie Jacquemoire                           | 20/04/2022 | Soleil  | 9782302097049 |
| 17  | Azh'rr                | 3.         | Nicolas Jarry                 | Simone Buonfantino             | Vincent Powell                               | 22/06/2022 | Soleil  | 9782302093126 |
| 18  | La Meute              | 4.         | Olivier Peru                  | Stéphane Créty                 | Claudia Palescandolo                         | 28/09/2022 | Soleil  | 9782302094109 |
| 19  | Nerrom                | 1.         | David Courtois                | Paolo Deplano, Marco Itri      | Vincent Powell, Ex Animacub, Digikore Studio | 23/11/2022 | Soleil  | 9782302096899 |
| 20  | Kobo et Myth          | 2.         | Sylvain Cordurié              | Bojan Vukic                    | Claudia Palescandolo                         | 22/03/2023 | Soleil  | 9782302095168 |
| 21  | Orak                  | 1.         | Nicolas Jarry, Jean-Luc Istin | Alina Yerofieieva              | Vincent Powell, Ex Animacub                  | 19/04/2023 | Soleil  | 9782302097445 |
| 22  | Viande Morte          | 4.         | Olivier Peru                  | Alexis Sentenac                | Olivier Héban                                | 23/08/2023 | Soleil  | 9782302093805 |
| 23  | Akrith                | 2.         | Sylvain Cordurié              | Paolo Deplano                  | Vincent Powell                               | 25/10/2023 | Soleil  | 9782302098596 |
| 24  | Orouna                | 1.         | Jean-Luc Istin                | Sébastien Grenier              | J. Nanjan                                    | 22/11/2023 | Soleil  | 9782302099838 |
| 25  | Kalderok              | 3.         | Nicolas Jarry                 | Marco Itri                     | Élodie Jacquemoire                           | 20/03/2024 | Soleil  | 9782302099821 |
| 26  | Grimoire              | 3.         | Nicolas Jarry                 | Gianluca Gugliotta             | Zoraida Zaro                                 | 19/06/2024 | Soleil  | 9782302097247 |
| 27  | Tête de Fer           | 4.         | Olivier Peru                  | Pierre-Denis Goux              | Studio Watermark                             | 18/09/2024 | Soleil  | 9782302091443 |
| 28  | Thu'ul                | 2.         | Sylvain Cordurié              | Andrea Cuneo                   | Juanma Aguilera                              | 21/05/2025 | Soleil  | 9782302094413 |
| 29  | Les archers d'Orethie | 2.         | Sylvain Cordurié              | Léo Pilipovic                  | Jérome Alvarez                               | 25/06/2025 | Soleil  | 9782302094420 |

### Mages
| No. | Titre                          | Sous-série        | Scénario                      | Dessins                       | Couleurs                    | Date     | Éditeur | ISBN          |
| --- | ------------------------------ | ----------------- | ----------------------------- | ----------------------------- | --------------------------- | -------- | ------- | ------------- |
| 1   | Aldoran                        | 1. Éléméntalistes | Jean-Luc Istin                | Kyko Duarte                   | J. Nanjan                   | 19/06/19 | Soleil  | 9782302076624 |
| 2   | Eragan                         | 2. Runiques       | Nicolas Jarry                 | Stéphane Créty                | Olivier Héban               | 21/08/19 | Soleil  | 9782302077652 |
| 3   | Altherat                       | 4. Nécromanciens  | Jean-Luc Istin                | Laci                          | Digikore Studios            | 27/11/19 | Soleil  | 9782302078864 |
| 4   | Arundill                       | 3. Alchimistes    | Nicolas Jarry                 | Benoît Dellac, Bojan Vukic    | J. Nanjan                   | 26/08/20 | Soleil  | 9782302080577 |
| 5   | Shannon                        | 1. Éléméntalistes | Jean-Luc Istin                | Kyko Duarte, Ornella Savarese | J. Nanjan                   | 23/06/21 | Soleil  | 9782302094222 |
| 6   | Yoni                           | 2. Runiques       | Nicolas Jarry, David Courtois | Giovanni Lorusso, Alex Sierra | Élodie Jacquemoire          | 03/11/21 | Soleil  | 9782302094437 |
| 7   | Soliman                        | 3. Alchimistes    | Nicolas Jarry                 | Andrea Cuneo, Umberto Giampa  | J. Nanjan                   | 08/12/21 | Soleil  | 9782302094086 |
| 8   | Belkiane                       | 4. Nécromanciens  | Sylvain Cordurié              | Laci                          | J. Nanjan                   | 22/06/22 | Soleil  | 9782302094550 |
| 9   | Belthoran                      | 1. Éléméntalistes | Jean-Luc Istin                | Ornella Savarese              | Élodie Jacquemoire          | 21/06/23 | Soleil  | 9782302096325 |
| 10  | Disha                          | 2. Runiques       | David Courtois                | Livia Pastore                 | Vincent Powell              | 25/10/23 | Soleil  | 9782302099791 |
| 11  | Arundill et l'Ordre des Ombres | 3. Alchimistes    | Nicolas Jarry                 | Bojan Vukic                   | Olivier Héban               | 20/03/24 | Soleil  | 9782302099807 |
| 12  | Enarath                        | 4. Nécromanciens  | Olivier Peru                  | Valentina Pinti               | J. Nanjan                   | 02/10/24 | Soleil  | 9782302100817 |
| 13  | Helios                         | 1. Éléméntalistes | Nicolas Jarry                 | Nico Tamburo                  | Fran Gamboa, Vincent Powell | 25/06/25 | Soleil  | 9782302097513 |

### Terres d'Ogon
| No. | Titre          | Sous-série | Scénario         | Dessins          | Couleurs     | Date       | Éditeur | ISBN          |
| --- | -------------- | ---------- | ---------------- | ---------------- | ------------ | ---------- | ------- | ------------- |
| 1   | Zul Kassaï     |            | Jean-Luc Istin   | Kyko Duarte      | J. Nanjan    | 09/11/2022 | Soleil  | 9782302089570 |
| 2   | Itome          |            | Nicolas Jarry    | Alex Sierra      | J. Nanjan    | 22/03/2023 | Soleil  | 9782302091405 |
| 3   | Ma'a-kuru      |            | Olivier Peru     | Bertrand Benoit  | Zoraida Zaro | 21/06/2023 | Soleil  | 9782302091658 |
| 4   | Mystic         |            | Nicolas Jarry    | Vax              | J. Nanjan    | 25/10/2023 | Soleil  | 9782302091467 |
| 5   | Amoun la Manha |            | Jean-Luc Istin   | Giovanni Lorusso | J. Nanjan    | 13/11/2024 | Soleil  | 9782302103412 |
| 6   | Syneria        |            | Sylvain Cordurié | Anniku Pineda    | J. Nanjan    | 23/04/2025 | Soleil  | 9782302104419 |

### Guerres d'Arran
| No. | Titre                       | Sous-série | Scénario                      | Dessins                    | Couleurs      | Date       | Éditeur | ISBN          |
| --- | --------------------------- | ---------- | ----------------------------- | -------------------------- | ------------- | ---------- | ------- | ------------- |
| 1   | La Compagnie des Bannis     |            | Jean-Luc Istin                | Brice Cossu                | J. Nanjan     | 22/03/2023 | Soleil  | 9782302092129 |
| 2   | Dal'Darum                   |            | Nicolas Jarry                 | Giovanni Lorusso           | J. Nanjan     | 25/10/2023 | Soleil  | 9782302096301 |
| 3   | La Bataille de Torunn       |            | Nicolas Jarry                 | Alina Yerofieieva          | J. Nanjan     | 07/02/2024 | Soleil  | 9782302099784 |
| 4   | La Bataille des Cités-États |            | Nicolas Jarry, David Courtois | Alex Sierra, Livia Pastore | J. Nanjan     | 19/06/2024 | Soleil  | 9782302096318 |
| 5   | Le Choix du Sang            |            | Jean-Luc Istin                | Kyko Duarte                | Olivier Héban | 20/11/2024 | Soleil  | 9782302102002 |

## Récompenses
- Elfe blanc, cœur noir est récompensé du prix BD des lycéens du Poitou Charente 2014 lors du Festival international de la bande dessinée d'Angoulême[7].